# Ruta Estatal de Nueva York 308
La Ruta 308 del Estado de Nueva York (NY 308) es una corta carretera estatal, de 6.19 millas (9.96 km) de longitud, que se encuentra en su totalidad en el norte del Condado de Dutchess, en el estado estadounidense de Nueva York. Es un camino colector principal a través de zonas principalmente rurales que sirve principalmente como un acceso directo para el tráfico de las dos principales rutas norte-sur de la zona, la Ruta 9 (US 9) y NY 9G, para llegar a NY 199 y el Estado de Taconic Parkway. El extremo occidental de NY 308 se encuentra en el distrito histórico de Rhinebeck Village, unas 2,6 millas cuadradas (6,7 km²) distrito histórico que comprende 272 estructuras históricas. La carretera pasa cerca de los parques de atracciones del condado de Dutchess, varios monumentos históricos, y el Landsman Kill.
Indicado por artefactos encontrados cerca del lago Sepasco, un pequeño lago a lo largo de NY 308, la carretera comenzó su historia en aproximadamente 1685, cuando un grupo de nativos americanos llamado Sepasco construyó el Camino Sepasco; esta ruta iba desde el río Hudson, hacia el este, hasta nuestros días. Rhinebeck (entonces Sepasco o Sepascoot), terminó en el lago Sepasco, siguiendo más o menos la Ruta 308 y sus calles laterales. El sendero permaneció hasta 1802, cuando una parte del Ulster y Delaware Turnpike - también conocida como la autopista de peaje de Salisbury - fue fletado por el sendero y se extendía desde Salisbury, Connecticut hasta el río Susquehanna en o cerca de la ciudad de Jericó (ahora Bainbridge).
La Ruta 308 fue designada como parte de renumeración de las carreteras del estado de Nueva York en la década de 1930, la incorporación de una parte de la antigua Ulster y Delaware Turnpike. La ruta extendida originaria de Milán hacia el oeste a Rhinecliff para servir a un ferry en el río Hudson. Se trunca a US 9 en la década de 1960, pero su antigua ruta a Rhinecliff sigue siendo como una ruta de referencia sin firmar mantenido por el estado. La carretera también fue pensada para ser parte del entonces nuevo puente de Kingston-Rhinecliff hasta que se cambiaron los planes para involucrar a otras rutas y el sitio de construcción para el puente que se trasladó a unas 3 millas (5 km) al norte.

## Descripción de la ruta

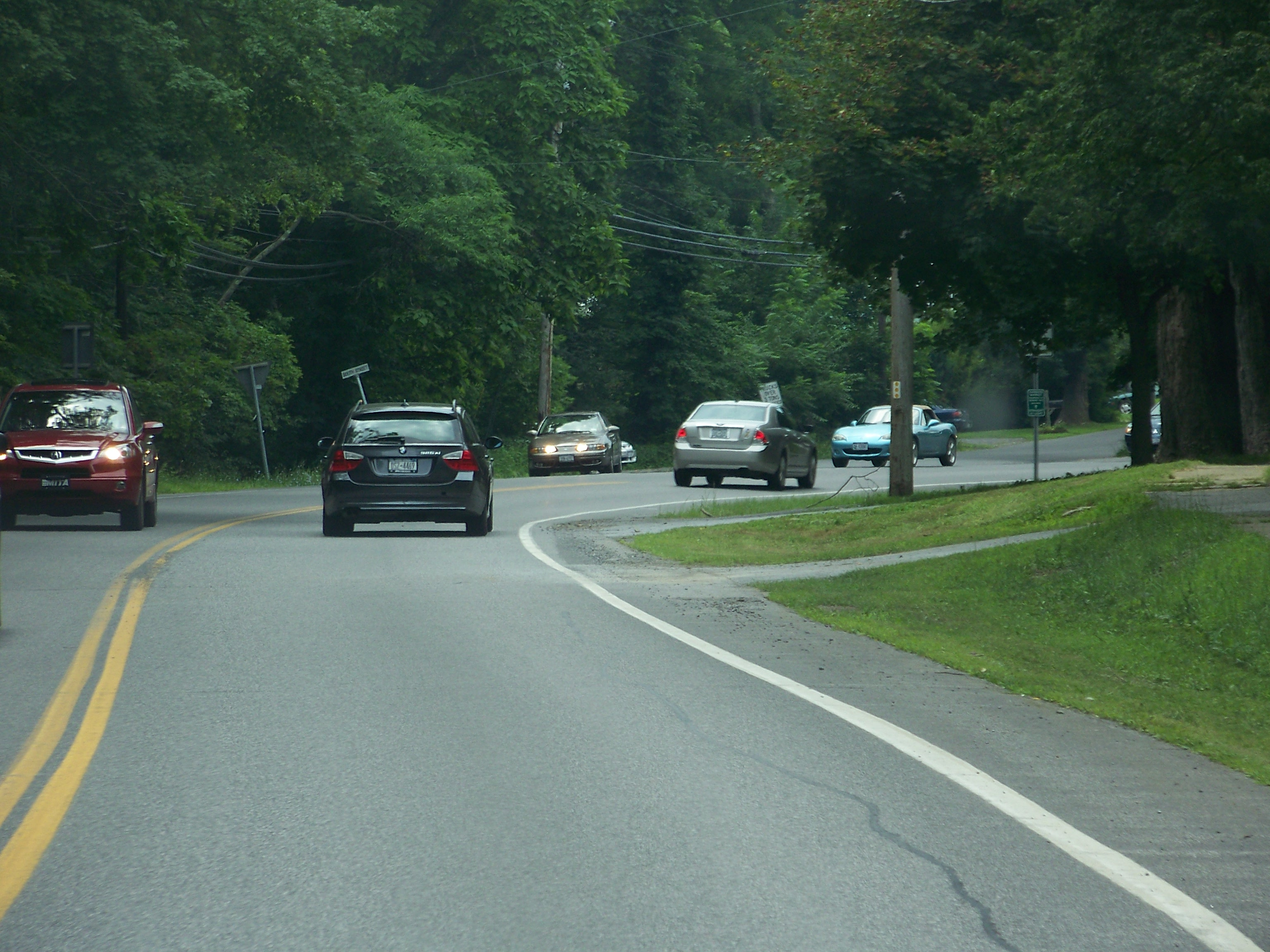
Ruta 308 cerca de su fin occidental en US 9

Parte del NY 308 está situada en el distrito histórico Rhinebeck Village, unos 1.670 acres (6,8 km²), distrito histórico que contiene 272 edificios en una variedad de estilos arquitectónicos que datan de más de 200 años de historia del asentamiento. Fue introducido en el Registro Nacional de Lugares Históricos en 1979 como una zona bien conservada y coherentemente construida de edificios históricos. Una atracción notable es el Beekman Arms Inn, que está situado en la esquina de NY 308 y US 9. Fundada en 1776, que dice ser la posada más antigua de funcionamiento continuo, ubicada en los Estados Unidos.

La Ruta 308 comienza en el US 9 en la villa del condado de Dutchess de Rhinebeck, a unos 200 pies (61 m) de altura. Al sur está la American Legion Park, un pequeño lago, y el Cementerio Rhinebeck. En el centro del pueblo esta Rhinebeck Nueva York, oficina de correos de Estados Unidos, que está situado muy cerca de la NY 308 intersección de US 9. La oficina de correos fue establecida en 1940, y fue introducida en el Registro Nacional de Lugares Históricos en 1989. En este punto, la Feria del Condado de Dutchess se encuentra justo al norte de la Ruta 308. La carretera continúa hacia el este en la calle del Mercado Oriental, antes de salir Rhinebeck mientras que corre paralela a la de Kill, el río Landsman, un afluente menor del río Hudson, el cual se conoce a veces como Landsman Kill o Landsmankill. El Landsman Kill tiene numerosas carreras de desove de fundido, alosa, y el arenque blueback.

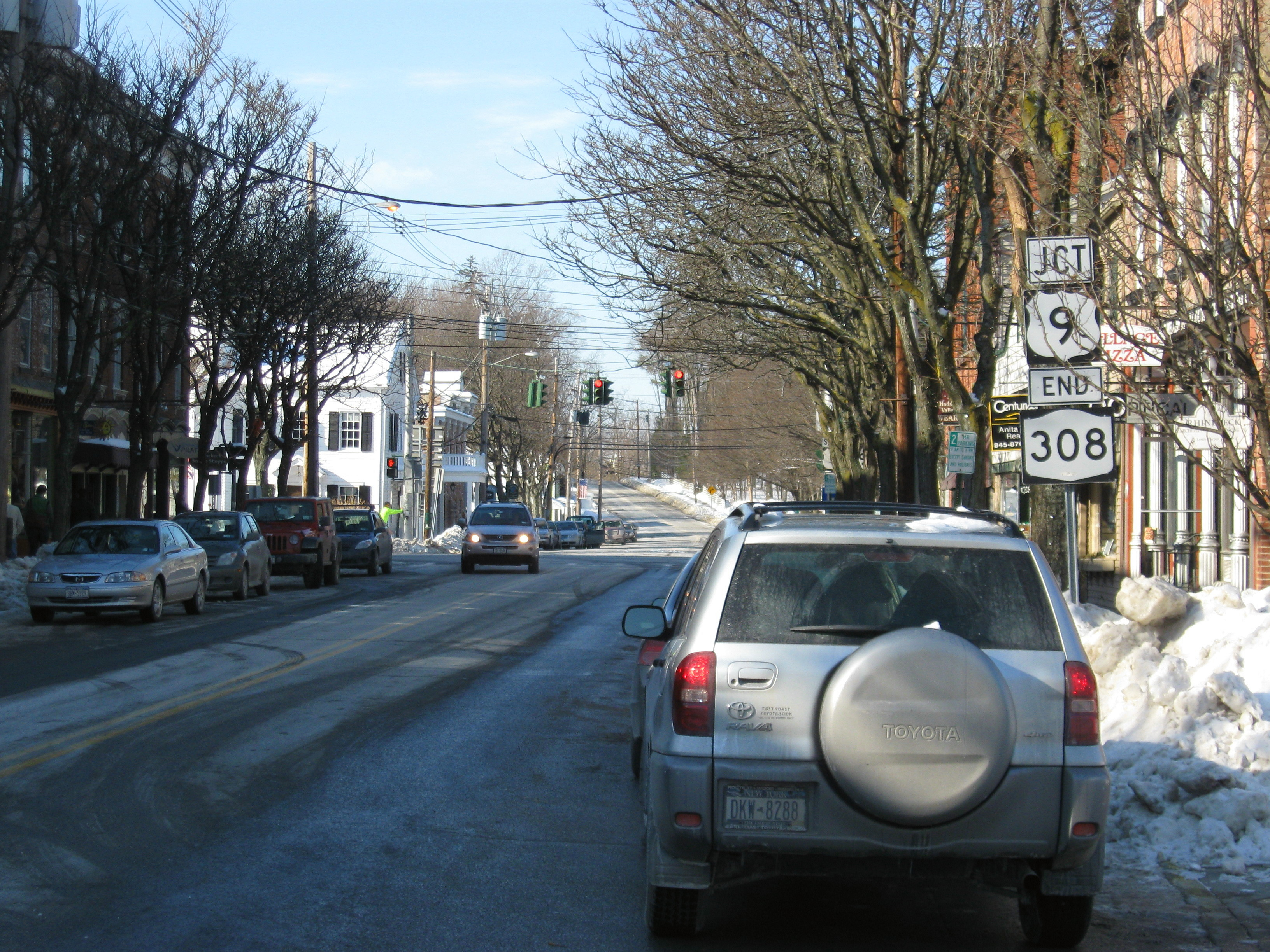
NY 308 el término occidental en US 9 en el centro de Rhinebeck

## Historia

### Nativos americanos y viejas vías
Indicado por los artefactos recuperados cerca de la carretera en Milán y en otras áreas a lo largo del río Hudson, los primeros habitantes de la región norte del Condado de Dutchess eran los mohicanos, una nación del nativo americano, hace unos 3.000 años. La variedad de los mohicanos se extendía desde el norte del Condado de Dutchess hasta el extremo sur del lago Champlain, y de las montañas de Catskill a las Berkshires en Massachusetts. La población total de los mohicanos se estimó en 8000 en el momento del primer contacto con los europeos, aunque sólo 800 quedaron después de la Revolución Americana. Los artefactos también fueron recuperados a lo largo de la orilla del lago Sepasco-un pequeño lago NY 308 pases cerca de su extremo final. Esos artefactos recuperados incluyen puntas de flecha antiguos, y están ahora en exhibición en el Museo de Historia Rhinebeck.

Un grupo de estos nativos americanos eran, en los hechos y la correspondencia, conocidos como los indios Sepasco, un nombre específico a los nativos americanos en la zona Sepasco (hoy en día Rhinebeck). La palabra Sepasco probablemente se originó a partir de la palabra de la tribu para el pequeño río o arroyo, sepuas, que se cree que se han referido a la Landsman Kill, una corriente paralela a NY 308. Después de la guerra civil americana, sólo unos pocos de los Sepasco quedaron; el último Sepasco murió en una cabaña cerca de la cueva y el lago Sepasco de Welch y se informó en el periódico local en 1867. Por 1685, un sendero conocido como el Camino Sepasco fue formada por ellos y fue derrotado desde el río Hudson, hacia el este, a través de la presen- día aldea de Rhinebeck, terminando en el lago Sepasco. El camino de la aldea de Rhinebeck al Lago Sepasco sigue aproximadamente la actual Ruta 308, en algunas zonas un poco hacia el sur, donde los caminos laterales de la carretera se curvan en un patrón similar al de la Trail Sepasco. Es posible que el rastro en su conjunto existió como un espolón de un antiguo sendero que se extendía desde Rhinebeck a Cornwall, Connecticut.

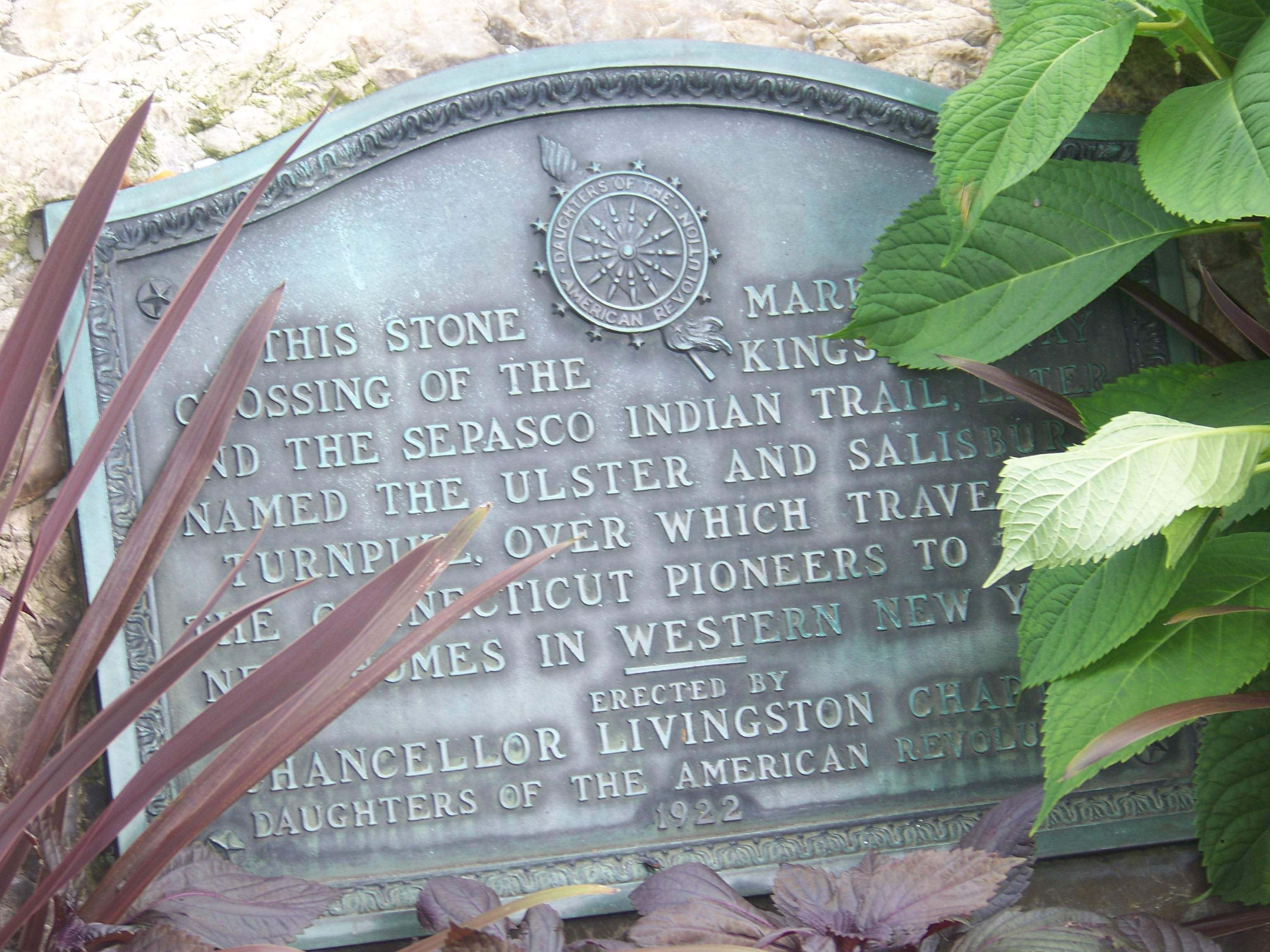
Una placa en la intersección de NY 308 y US 9, colocada en 1922, marca el cruce de la carretera de Kings y el ex Trail Sepasco.

### Designación
La designación NY 308 fue asignada como parte de la renumeración de las carreteras del estado de Nueva York en 1930. En ese momento, se extendió desde el muelle del ferry Rhinecliff a Rock City en la ciudad de Milán. Al oeste de los Estados Unidos 9, NY 308 continuó siguiendo la vieja alineación de la autopista de peaje de Hutton Street, donde se conecta a la Kingston-Rhinecliff Ferry. En 1947, el ferry fue el único cruce del río Hudson entre Catskill (el puente de Rip Van Winkle) y Poughkeepsie (el puente de Mid-Hudson), una distancia de 36 millas (58 km) -y el único que sirve el área de Kingston . 

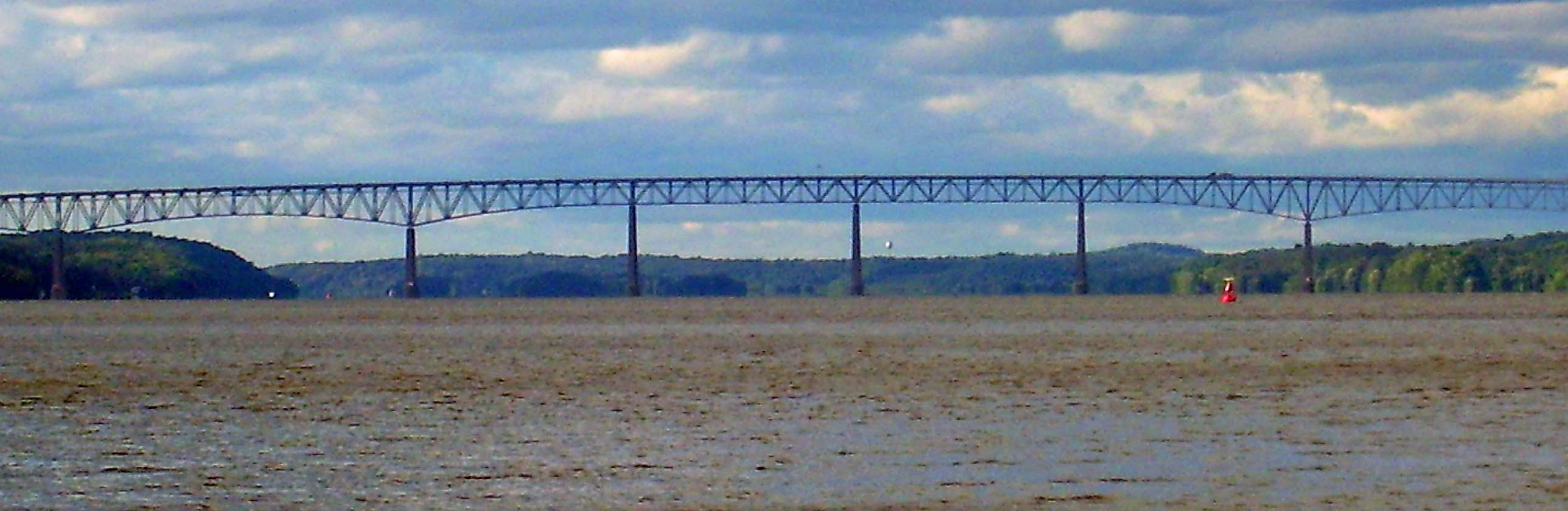
El puente de Kingston-Rhinecliff

Los planes iniciales para el puente de Kingston-Rhinecliff, una estructura que sustituye el ferry entre los dos lugares, llamado para el puente para atravesar el río Hudson entre el centro de Kingston (en Kingston Point) y el pueblo de Rhinebeck por un pasillo similar a la de Nueva York 308. Debido a factores políticos y económicos, el sitio del puente fue trasladada 3 millas (5 km) aguas arriba (hacia el norte). El puente, y luego parcialmente completo, se abrió al tráfico el 2 de febrero de 1957, momento en el que se dio por terminado el servicio de ferry entre Kingston y Rhinecliff. Sin embargo, Nueva York 308 continuó extendiendo al oeste de Rhinecliff hasta la década de 1960, cuando se trunca a los Estados Unidos el 9 en el pueblo de Rhinebeck. La sección del ex NY 308 al oeste de los Estados Unidos 9 ahora se señala como NY 982M, una ruta de referencia sin firmar. 

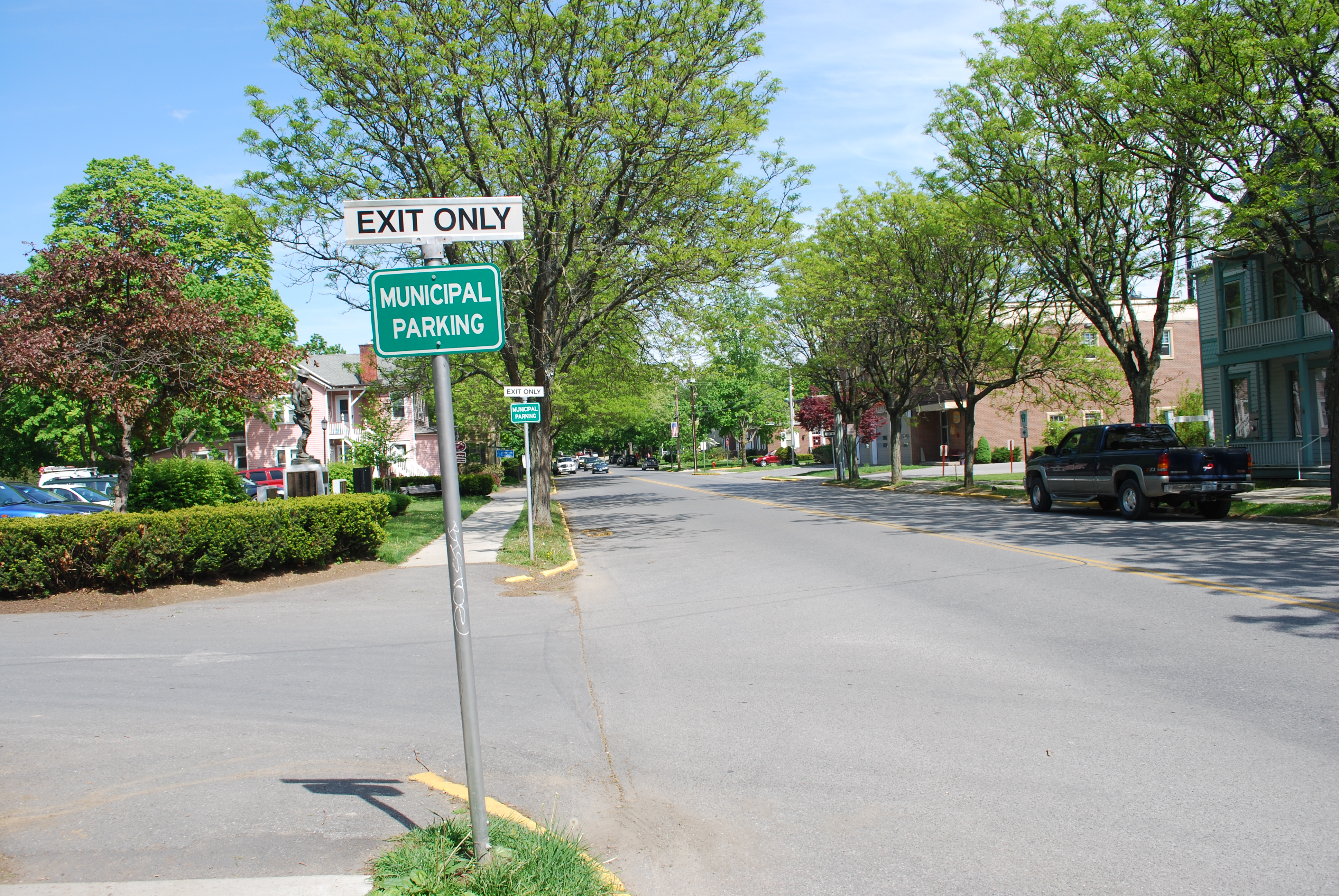
NY 308 en la villa de Rhinebeck, cerca de la intersección con la US 9